# Anopheles irenicus
Anopheles irenicus este o specie de țânțari din genul Anopheles, descrisă de Schmidt, Foley, Bugoro și William Alanson Bryan în anul 2003. Conform Catalogue of Life specia Anopheles irenicus nu are subspecii cunoscute.